# Liebe geht seltsame Wege (2014)
Liebe geht seltsame Wege (Originaltitel: Love Is Strange) ist ein US-amerikanisches, romantisches Drama aus dem Jahr 2014. Ira Sachs als Drehbuchautor und Regisseur zeichnet Beziehungen rund um ein schwules, mittelaltes Paar mit einer tragfähigen, gereiften Beziehung in einer Lebensumstellung.

## Handlung
Nach einer fast 40-jährigen Beziehung dürfen die beiden gesetzten, kultivierten New Yorker George (Alfred Molina) und Ben (John Lithgow) endlich heiraten und sie tun das auch in einer idyllischen Zeremonie in Manhattan. Kurz darauf verliert George seinen Job als Musiklehrer in einer katholischen Schule. Ohne sein Gehalt können sich die beiden ihre Wohnung nicht mehr leisten und sehen sich mit dem unbarmherzigen Immobilienmarkt von New York konfrontiert. Kurzfristig finden sie nur getrennt voneinander bei Freunden und Verwandten Unterschlupf, George bei Nachbarn, zwei stürmischen schwulen Polizisten, und Ben bei einer verwandten Familie mit einem lebhaften Teenager, mit dem er das Stockbett teilt.
Dabei kommen die Charaktere der verschiedenen Generationen und Lebenswelten und deren Konflikte zum Ausdruck. Zum Beispiel offenbaren sich Personen im Film durch die Art, wie sie sich öffentlich verhalten, wie in Gruppen und wie privat. Das Paar kämpft in ihrer existenziellen Krise im Stillen und mit entwaffnender Zuversicht um ihre große Liebe.
Untermalt wird die Geschichte von eindrucksvollen Bildern der Stadt und Klaviermusik von Chopin.

## Kritiken
„Alfred Molina und John Lithgow […] erschaffen ein Paar, das selbstherrlich regierender Behäbigkeit mit entwaffnender Zuversicht begegnet und sich und uns mit seiner Liebe verzaubert.“

„Sachs [inszeniert] die Geschichte dieses Aktes der Gewalt und seiner Folgen nicht als Anklage, sondern als Klagegesang, zu Herzen gehend vorgetragen von Lithgow und Molina in den beiden Hauptrollen.“

## Aufführungen
Seit Sommer 2014 in US-amerikanischen Kinos und vorerst bis Februar 2015 auf Filmfestivals, auch in Europa.